# 一刀流中西道場
一刀流中西道場（いっとうりゅうなかにしどうじょう）は、江戸時代後期に存在した中西派一刀流剣術の道場。

## 歴史
小野派一刀流剣術を修めた中西子定が江戸下谷練塀小路東側に開いた。小野派一刀流は木刀で形稽古をする剣法であったが、当時の剣術界は従来の木刀による形稽古から竹刀打込稽古への転換期にあり、2代目道場主の中西子武は竹刀打込稽古を導入した。この系統は後に中西派一刀流と呼ばれる。
竹刀の稽古は好評を得て入門者が急増し、中西道場は栄えたが、竹刀稽古こそ剣術と思い込んだ門人たちが形稽古を極端に軽視するようになったため、子武は想定外の繁盛に眉をひそめ、道場は形派と竹刀派の二派に分かれることとなった（形と竹刀を両方稽古する者もいた）。先代からの門人の寺田宗有は、竹刀は剣法の真理に反するとして中西道場を去った。
寺田宗有は中西道場を去った後、高崎藩に出仕し平常無敵流を12年間学んだが、寛政8年（1796年）、藩主松平輝和の命により再び中西道場に入門した。中西子武はすでに亡く、3代目道場主中西子啓の代となっていた。寛政12年（1800年）、子啓は寺田に免許を授けた。翌享和元年（1801年）、子啓は急逝し、寺田は中西道場の長老として第4代道場主中西子正を後見した。師範代を務めた高柳又四郎、白井亨は寺田宗有と並び「中西道場の三羽烏」と呼ばれた。
子正の代に道場は、間口6間、奥行き12間に破風造りの玄関を誇り、江戸随一の道場といわれた。このころ道場内は寺田宗有派、白井亨派、中西子正派の三派に分かれていた。門人であった千葉周作（北辰一刀流の創始者）は「始終稽古一致せず。それゆえ毎々議論ありて、さてさてむずかしきことなり」と述懐している。

## 道場主
1. 中西忠太子定
2. 中西忠蔵子武
3. 中西忠太子啓
4. 中西忠兵衛子正

## 門人
- 寺田宗有
- 白井亨
- 高柳又四郎
- 浅利義信
- 浅利義明
- 千葉周作
- 高野佐吉郎